# Gente di Sparks
Gente di Sparks (The People of Sparks) è il secondo romanzo della quadrilogia di Ember (fantascienza), della scrittrice Jeanne DuPrau, pubblicato nel 2004.

## Trama
"Qui è verde e grandissimo. La luce viene dal cielo". È quello che scrivono Doon e Lina nel messaggio che lasciano cadere nella buca soprastante la città di Ember, dopo essere riusciti ad emergere alla luce del sole.
Una volta emersi sulla superficie della Terra, Lina e Doon si affrettano infatti a comunicare ai concittadini di Ember il modo per uscire dalla città ed arrivare in superficie. Ben presto le centinaia di Emberiani si riversano quindi all'esterno, abbagliati e stupiti dalla luminosità e dalla spaziosità del "mondo reale".
Gli Emberiani vagano per giorni senza una meta, finché trovano una piccola città, "Sparks" (segno che l'umanità sulla Terra non si è estinta del tutto come temevano i costruttori di Ember), dove nei primi giorni vengono accolti con grande generosità e altruismo; ma quando i giorni diventano settimane e le settimane mesi, e gli Emberiani, totalmente inesperti in fatto di agricoltura, si dimostrano ancora incapaci di essere autosufficienti, la situazione per la piccola città inizia a diventare insostenibile, non essendo in grado di sostentare sia gli abitanti originali che i numerosissimi nuovi arrivati.
Ben presto scoppia una rivolta tra gli abitanti di Sparks, decisi a cacciare i nuovi arrivati. La guerra sembra ormai alle porte, finché un evento che mette in grave pericolo entrambi i gruppi li porta, col fondamentale apporto di Lina, a formare un fronte unico contro l'avversità.

## Altri romanzi della serie
"Gente di Sparks" fa parte di una quadrilogia di romanzi:
- La città di Ember, 2003 (dal quale è stato tratto nel 2008 il film Ember - Il mistero della città di luce)
- Gente di Sparks (2004)
- La Profetessa di Yonwood (ambientato 50 anni prima della fondazione di Ember) (2006)
- Diamond of Darkhold (inedito in Italia; ambientato dopo Gente di Sparks) (2008)